# Leopold Hofmann (Politiker)
Leopold Hofmann (* 1. Februar 1896 in Theisseil; † 28. Juni 1963 in Regensburg) war ein deutscher Politiker (SPD).

## Leben
Hofmann machte eine Lehre zum Kaufmann im elterlichen Kolonialwarengeschäft. 1912 trat er in die SPD ein. Im Ersten Weltkrieg diente er als Soldat. Nach 1918 war er in der Stadtverwaltung Regensburg tätig. In den Jahren 1920 bis 1933 war Hofmann Geschäftsführer des Deutschen Baugewerksbunds in Regensburg. 
1933 wurde er verhaftet und im KZ Dachau interniert. Nach seiner Entlassung stand er weiter unter Aufsicht der Gestapo. Ab 1937 arbeitete Hofmann bei der Deutschen Reichsbahn, später als Reichsbahn-Oberinspektor und Lohn- und Arbeiterdezernent bei der Reichsbahndirektion Regensburg. 1944 wurde Hofmann erneut verhaftet und ins KZ Flossenbürg eingeliefert.
Nach Ende des Zweiten Weltkriegs war er 1946 Mitglied der verfassunggebenden Landesversammlung und vom 1. Dezember 1946 bis zum 28. November 1954 als Abgeordneter der SPD Mitglied des Bayerischen Landtags. Hofmann nahm 1949 und 1959 jeweils als einer der Delegierten des Bayerischen Landtags an der Bundesversammlung teil. Vom 1. November 1955 bis zum Tod war er als Repräsentant der Gewerkschaften Mitglied des Bayerischen Senats.